# ژاکلین آندره
ژاکلین آندره (انگلیسی: Jacqueline Andere؛ زادهٔ ۲۰ اوت ۱۹۳۸) یک هنرپیشه اهل مکزیک است.
از فیلم‌ها یا برنامه‌های تلویزیونی که وی در آن نقش داشته است، می‌توان به ملک‌الموت و پگاه نو اشاره کرد.